# Matt Blunt
Pour les articles homonymes, voir Blunt.
Matthew Roy Blunt, né le 20 novembre 1970 à Springfield au Missouri, est un homme politique américain, membre du Parti républicain et gouverneur de l'État du Missouri de janvier 2005 à janvier 2009.

## Biographie

### Enfance et études
Matt Blunt est le fils de Roseann et Roy Blunt ; ce dernier est un élu national du Missouri à la chambre des représentants depuis 1997 et vice-président du groupe républicain à la chambre depuis 2003. 
Diplômé en histoire en 1993 de l'Académie navale d'Annapolis, Blunt est promu aussi officier de marine et à ce titre participe à la mission des Nations unies pour la restauration de la démocratie en Haïti en 1994. Il devient en outre membre de l'American Legion. 

### Représentant à la chambre duMissouriet secrétaire d'État duMissouri
En 1998, Matt Blunt est élu à la chambre des représentants du Missouri sous les couleurs républicaines.
En 2000, il est élu secrétaire d'État du Missouri, tout comme son père l'a été quelques années plus tôt. À la suite des attentats du 11 septembre 2001, cet officier de réserve reprend un service actif pendant six mois et participe à l'opération Enduring Freedom.

### Gouverneur du Missouri
Le 2 novembre 2004, Matt Blunt est élu gouverneur du Missouri avec un peu plus de 50 % des voix face à la candidate démocrate Claire McCaskill. Il est alors le premier gouverneur républicain depuis 1921 à disposer d'une majorité favorable dans les deux chambres de l'État. Sa priorité est alors de réduire la dette et les dépenses de l'État, d'équilibrer la balance budgétaire sans augmenter les impôts. Les coupes budgétaires qu'il effectua notamment dans les programmes sociaux furent alors particulièrement critiqués par ses opposants.
Opposé à l'avortement, il fait voter une loi encadrant l'interruption volontaire de grossesse, imposant notamment un délai de vingt-quatre heures entre la demande de la patiente à un médecin de recourir à un avortement et l'acte lui-même et sanctionnant plus lourdement les personnes aidant les mineurs à contourner l'autorisation parentale pour procéder à une IVG. 
Il s'opposa aussi à la suppression du financement public des recherches sur le clonage thérapeutique, sujet qui divisa les républicains du Missouri et lui fait perdre le soutien de l'association américaine du droit à la vie. 
En 2006, il propose d'aggraver les sanctions pénales contre les violeurs d'enfants en imposant une peine minimale obligatoire de vingt-cinq ans de prison.
En octobre il reçoit la meilleure note du think tank libertarien, le Cato Institute, pour avoir réduit le budget du Missouri, limité les dépenses publiques de santé et réduit ostensiblement la taille et la place de l'État dans la vie publique et économique du Missouri. 
Durant son mandat, Matt Blunt fait aussi interdire les jeux vidéo dans les prisons de son État à la suite d'un mini-scandale paru dans la presse, qui rapporte que les détenus les plus violents pouvaient jouer sur des consoles à commettre des meurtres, voler des voitures, ou tuer des policiers.
Le 22 janvier 2008, il annonça qu'il renonçait à se présenter pour un nouveau mandat, déclarant vouloir se consacrer davantage à sa famille.

### Après la politique
En février 2011, Matt Blunt prend la tête de l'American Automotive Policy Council, un lobby qui regroupe Chrysler, Ford et General Motors. À ce titre, il est enregistré comme lobbyiste au Congrès des États-Unis, où son père est sénateur.

## Vie privée
Marié depuis 1997, son premier enfant nait le 9 mars 2005.